# X (албум на Либърти Екс)
X е третият и последен студиен албум на британската поп група „Либърти Екс“, издаден през октомври 2005. Албумът достига до 27-о място във Великобритания.

## Списък с песни
Албумът включва 10 песни и 4 бонус песни.

### Оригинален траклист
1. X – 3:29
2. It's OK – 3:42
3. Song 4 Lovers – 4:16
4. Then There Was You – 4:49
5. Shotgun – 3:14
6. Yo DJ – 3:19
7. In My Bed – 3:37
8. Dirty Cash – 3:36
9. Move Ya Body – 3:21
10. Divine Intervention – 3:46

### Бонус песни
1. Being Nobody (Ричард Екс срещу Либърти Екс) – 3:36
2. Got to Have Your Love – 3:52
3. Holding On for You – 3:26
4. Just a Little – 3:55

### Екстра издание
1. A Night to Remember – 5:04
2. Everybody Dance – 5:01

### Британско специално издание
1. A Night to Remember – 5:04
2. Being Nobody (Ричард Екс срещу Либърти Екс) – 3:36
3. Got to Have Your Love – 3:52
4. Holding On for You – 3:26
5. Just a Little – 3:55

### Австралийско делукс издание от 2006 г.
1. A Night to Remember – 5:04

### Австралийско делукс издание (DVD) от 2006 г.
1. A Night to Remember
2. Song 4 Lovers
3. Being Nobody
4. Got to Have Your Love
5. Holding On for You
6. Just a Little